# Gaj (Ostrów)
Gaj – część wsi Ostrów w Polsce, położona w województwie świętokrzyskim, w powiecie kieleckim, w gminie Chęciny.
W latach 1975–1998 Gaj administracyjnie należał do województwa kieleckiego.